# Georg Voigt (Historiker)

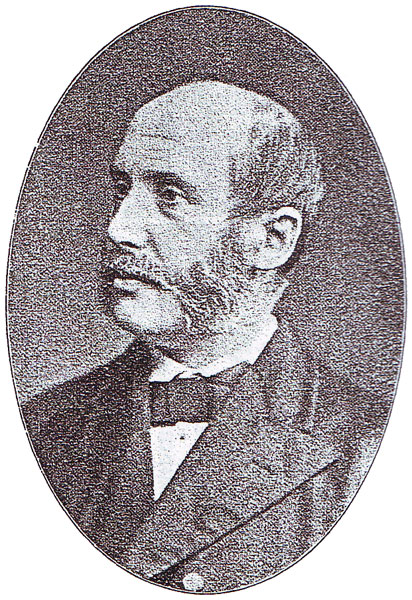
Georg Voigt

Georg Ludwig Voigt [foːkt] (* 5. April 1827 in Königsberg i. Pr.; † 18. August 1891 in Leipzig) war ein deutscher Historiker. Er gehört neben Jacob Burckhardt zu den Begründern einer modernen Renaissanceforschung. Seine Arbeitsschwerpunkte liegen auf dem Gebiet des Humanismus im 15. und 16. Jahrhundert und der Geschichte des Schmalkaldischen Krieges.

## Leben
Georg Voigt wurde als Sohn des Historikers Johannes Voigt in Königsberg geboren. 1854 wurde er an der Universität Königsberg bei Wilhelm Drumann mit einer Arbeit über das Leben des Alkibiades promoviert, die nicht gedruckt vorliegt. 1859/1860 war er Mitarbeiter in der Historischen Kommission der Bayerischen Akademie der Wissenschaften in München unter Heinrich von Sybel. Dort war er zunächst mit der Edition der Reichstagsakten beschäftigt. Die Historische Zeitschrift in ihrem ersten Jahrgang enthält den von Voigt entwickelten Rahmenplan für diese Editionsreihe. 1860 wurde er auf Empfehlung Sybels zum Professor für Geschichte in Rostock berufen.
1866 wurde er Professor für Geschichte an der Universität Leipzig als Nachfolger des Althistorikers Wilhelm Wachsmuth, der Voigt vor allen anderen Kandidaten vorgeschlagen hatte. Überwiegend wurde der Vorschlag sowohl seitens des sächsischen Kultusministeriums als auch in der Fakultät unterstützt. Der einzige nennenswerte Widerstand, der auch öffentlich bekannt wurde, ging hauptsächlich von Heinrich Wuttke aus. Ob Sybel auch bei diesem Wechsel beteiligt war, lässt sich nicht belegen. Sicher ist jedoch anhand der Personalakten aus dem Universitätsarchiv Leipzig, dass die Philosophische Fakultät sowohl Carl von Noorden als auch später Wilhelm Maurenbrecher mit der Zustimmung Voigts auf deren Lehrstühle berufen hatte. Bis 1891 war Voigt Professor in Leipzig. Praktisch ausgeschieden war er jedoch bereits 1889 bedingt durch schwere Krankheit, nach Eduard Meyer war es eine Zuckerkrankheit. Auch seine Schwerhörigkeit seit Ende der 1870er Jahre beeinträchtigte seine Lehrtätigkeit, so dass er seine umfangreiche Vortragstätigkeit u. a. im Kaufmännischen Verein in Leipzig aufgeben musste.
Voigt war Mitglied u. a. der Königlich Sächsischen Gesellschaft für Wissenschaften zu Leipzig und der k.k. Akademie der Wissenschaften in Wien. Weiterhin war Voigt Mitglied der Fürstlich Jablonowskische Gesellschaft, wo er auch als Gutachter für die eingereichten Preisschriften wirkte. Zu den bedeutendsten Autoren, deren Preisschriften er begutachtete, zählen Heinrich Zeißberg und Aleksander Brückner. Weitere später bedeutende Schüler Voigts waren Richard Georg Erler (1850–1913) und Otto Richter. Auch Bruno Stübel wurde bei ihm promoviert.
Der Nachfolger Voigts auf dem Leipziger Lehrstuhl wurde Karl Lamprecht, der übrigens u. a. bei ihm studiert hatte.
Georg Voigt wurde im Ehrengrab der Universität Leipzig in der V. Abteilung des Neuen Johannisfriedhofs beerdigt.

## Werk
Georg Voigt gilt neben Jacob Burckhardt als einer der Begründer der modernen Renaissanceforschung. Voigts Ansatz ist aber sehr von dem von Burckhardt verschieden. Burckhardt kommt von einem kunstgeschichtlichen Ansatz mit dem Ziel, den Zustand der gesamten italienischen Renaissance zu beleuchten. Er bleibt damit in Italien. Voigt geht es aber um den Einfluss und die Bedeutung des Humanismus, der von Italien aus sich in ganz Europa ausbreitet. Für ihn bedeutet der Humanismus das Wesentliche, wovon sich dieses Zeitalter der Renaissance vom Mittelalter unterscheidet. Es geht dabei um die Selbsterkenntnis des Menschen durch ein Sich-Zurück-Besinnen auf die Antike (besonders Cicero) als ein „sich Selbst“, ein Individuum, das aus dem korporativen mittelalterlichen Verband heraustritt. Der Erste, der nach der Einschätzung Voigts Humanist im eigentlichen Sinne zu nennen wäre, ist Francesco Petrarca. Voigt verwendet 1859 als erster den Begriff Humanismus zur Beschreibung einer historischen Epoche. Voigt, mit einem universalhistorischen Verständnis ähnlich dem von Leopold von Ranke, geht dabei eher quellenkundlich-philologisch vor. Er kommt zu der umfassenden Erkenntnis, dass das wiedergewonnene Interesse der Gelehrten in Italien am Altertum zur Wiederentdeckung verschollener griechischer und lateinischer Altertümer führte. Besonders starken Einfluss auf das Menschenbild bekommt der Begriff der humanitas, der von Cicero ausgeht, von dem auch Dante Alighieri stark berührt wird. In dessen Folge kommt es an den Höfen und Republiken in und außerhalb Italiens zum Aufbau von Bibliotheken und humanistischen Schuleinrichtungen. Burckhardt wie Voigt kommen zu der Erkenntnis, dass die Renaissance die Moderne eingeleitet hat.
Von grundlegender Bedeutung ist neben seiner Wiederbelebung des classischen Alterthums oder das erste Jahrhundert des Humanismus seine dreibändige Biographie zu Papst Pius II. Dieser Papst ist gewissermaßen der Exponent des Zeitalters. So beschreibt er Pius neben seinen geistlichen und politischen Eigenschaften und Funktionen auch als Historiker, Briefeschreiber, Kunst- und Altertumssachverständigen und Mäzen wie auch des Städteplaners von Pienza. Es ist zu erwähnen, dass das zu Beginn der Biographie abgebildete Porträt des Papstes er seinen Angaben zufolge Peter Kandler in Triest verdankte. Neben Wien und Prag lag in Triest für Voigts Pius-Biographie der größte Quellenbestand vor, zu dem er Zugang hatte. Es ist zu bemerken, dass trotz umfangreicher Spezialforschungen erst nach Jahrzehnten wieder 2013 eine neuere Pius-Biographie erschienen ist, die der Vielseitigkeit seines Wirkens und seiner Persönlichkeit entspricht.
Bedeutend sind auch seine Arbeiten zu Kurfürst Moritz von Sachsen und zum Schmalkaldischen Krieg. In diesen Arbeiten setzt Voigt als erster die Forderung von Wilhelm Maurenbrecher nach einer vorurteilsfreien Bewertung des Kurfürsten Moritz von Sachsen um. Er folgt wie jener nicht der bisherigen Tendenz, diesen in seiner Stellung zu Kaiser Karl V. bis 1547 im Schmalkaldischen Krieg zu bewerten, der diesem die Kurfürstenwürde einbrachte, um dann mit dem Passauer Vertrag 1552 im Bund mit den Protestanten den Kaiser zur Anerkennung der Protestanten zu zwingen. So wurde Moritz oft als „Judas von Meißen“ genannt. Stärkeres Gewicht wird bei Maurenbrecher und darin ihm folgend bei Voigt gelegt auf die politischen Bedingungen, die das Handeln von Moritz bestimmten. Freilich anerkennen beide dabei, dass Moritz auch ein eigenes Machtstreben besitzt.

## Schriften (Auswahl)
- Enea Silvio de’ Piccolomini als Papst Pius der Zweite und sein Zeitalter. 3 Bände, Berlin 1856–1863.
- Denkwürdigkeitn des Minoriten Jordanus von Giano. Leipzig 1870.
- Die Wiederbelebung des classischen Alterthums oder das erste Jahrhundert des Humanismus, 2 Bände, 3. Auflage, Berlin 1893 (Erstauflage in einem Band, Berlin 1859), hrsg. von Max Lehnerdt.
- Moritz von Sachsen, Leipzig 1876.
- Die Geschichtsschreibung über den Schmalkaldischen Krieg, Leipzig 1873.
- Die Briefsammlungen Petrarca's und der venetianische Staatskanzler Benintendi, F. Straub, München 1882.